# ゲームウルフ隼人
『ゲームウルフ隼人』（ゲームウルフはやと）は、きのした昭司による日本の漫画作品。『コミックボンボン』（講談社）にて、1993年9月号から1995年5月号まで連載された。単行本は全3巻。

## 概要
卓越した技術を持つプレイヤーによってゲームを攻略する漫画である。主にストリートファイターIIシリーズを題材とし、対戦を通した友情やドタバタギャグなどを描く。

## 登場人物

### 主要人物
英州隼人（えいす はやと）
本作品の主人公で、ゲームが大好きな小学5年生。ゲームセンター・パンドーラのエースゲーマー。椿にブランカ並みの頭脳と言われるなど頭が弱い面がある。持ちキャラはリュウであるが、各キャラクター満遍なく使いこなす事が出来る。
春山麗子
隼人のクラスの担任の先生で、ゲームに熱中しすぎて恋を逃した過去がある。そのため初登場時はゲーム嫌いを公言し隼人ら担任する生徒にパンドーラへの入店禁止を言い渡す傍ら、女性である事を隠してフルフェイスヘルメットを被ったライダースタイルでパンドーラのプレイヤーに勝負を挑み、半蔵らを敗北させて一時は追い出すなど「ゲーマー狩り」を行っていたが、隼人に敗れてヘルメットを無理矢理脱がされ正体が露見。号泣して一連の真相を告白し、ゲームを認めた。女性で美人でセクシーではあるが性格はキツめ。持ちキャラは春麗。酒癖が悪いので、招待された電脳寺のパーティではタダ酒を飲み過ぎて悪酔いをしてしまう。そのまま酔いに任せて教え子たちが見ている前でドレスを脱ぎだすと、乳房丸出しの半裸の格好になって大暴れしてしまうなど、所謂お色気カット担当。
藤原半蔵
実際の格闘技を極めて、ゲームに取り入れたとなり町のナンバーワンゲーマー。連載開始第一話目最初の敵でありライバル。Gリーグ時には洗脳されて鮫島一派の一員として隼人と対戦した。持ちキャラはザンギエフ。

### Gリーグ編
椿
一見たおやかで礼儀正しいが、毒舌家な少女。常に和服を着ている。鮫島にスカウトされて隼人の実力の程を試した。諸般の事情で隼人の学校に転入をして、電脳寺編にも引き続き登場する。持ちキャラはブランカ。
パジャジ・サトゥルノ
貧しい国から金を求めて日本に来た医師。医学の知識を生かして筋肉や眼の動きからコマンド入力を先読みすることが出来る。持ちキャラはダルシム。
鮫島兵吾
使用ゲームの強引な変更に裏キャラクター使用など勝つためには手段を選ばないゲーマー。実はゲーム協会会長の息子であり、フェアな戦いとゲームの広がりを望む父と衝突、勘当された過去がある。持ちキャラはフェイロン。ただ、Gリーグ編最終盤の隼人との最終決戦では秘密裏に使用タイトルをスーパーストリートファイターⅡXに切り替えさせ、幻の最終ボスと言われた豪鬼を使用して隼人の前に立ち塞がった。

### 電脳寺編
電脳寺駒人（でんのうじ こまんど）
隼人のクラスの転入生で、超人気RPG「ファンタジー・ドラグーン」のプログラマー。もともと実家が資産家の上に、本人の技術者としての莫大な収入もあり城のような豪邸に住んでいる。Gリーグ優勝者の隼人をゲーム専用の下僕にしようとする。隼人にゲームの楽しさを教えられる。
美山夏樹
電脳寺家に仕えるメイド長。

## 単行本
1. 1994年3月5日初版発行 ISBN 4-06-321693-4
2. 1994年9月6日初版発行 ISBN 4-06-321714-0
3. 1995年3月5日初版発行 ISBN 4-06-321736-1

電脳寺編の後半や、『闘神伝』を扱った最終話といった話の後半部は単行本未収録。